# Međunarodna zračna luka Kišinjev
Međunarodna zračna luka Kišinjev (IATA: RMO, ICAO: LUKK) (rum. Compania Aeroportul Internaţional Chişinău) je zračna luka, koja se nalazi kod grada Kišinjeva u Moldaviji. Terminal je sagrađen tijekom 1970-ih s kapacitetom od 1,200.000 putnika godišnje.
Na zračnoj luci smještena je baza nacionalne zrakoplovne kompanije, Air Moldova. Također su i Moldavian Airlines i Tandem Aero bazirani u ovoj zračnoj luci.

## Zrakoplovne kompanije i destinacije
- Aegean Airlines: Heraklion
- Aeroflot: Moskva-Šeremetjevo
- airBaltic: Riga
- Air Moldova: Atena, Barcelona, Beč, Bologna, Dublin, Frankfurt, Istanbul-Atatürk, Kijev-Zhuliany, Larnaca, Lisbon, London-Stansted, Milan-Malpensa, Moskva-Domodedovo, Moskva-Šeremetjevo,  Paris-Beauvais, Rome-Fiumicino, St Petersburg, Torino, Venecija-Marco Polo, Verona
  - sezonski: Firenca, Surgut
  - sezonski: Antalya, Bodrum, Heraklion, Palma de Mallorca, Sharm el Sheikh, Tivat
- AtlasGlobal: Antalya
- Austrian Airlines: Beč
- LOT Polish Airlines: Varšava-Chopin
- Lufthansa CityLine: München
- S7 Airlines:Moskva-Domodedovo
- Tandem Aero: Tel Aviv-Ben Gurion
- TAROM: Bukurešt
- Turkish Airlines: Istanbul-Atatürk, Antalya
- Ukraine International Airlines	Kijev-Boryspil
- Ural Airlines: Moskva-Domodedovo, St Petersburg
- Volotea: Verona
- Wizz Air: Bergamo, Bologna, London-Luton, Rim-Ciampino, Treviso